# 田中重穂
田中 重穂（たなか しげほ、1952年1月6日 - ）は、NECキャピタルソリューションの元・代表取締役社長である。東京都出身。埼玉大学教養学部卒業。

## 略歴・人物
- 1952年1月6日　東京都生まれ[要出典]
- 1975年3月　埼玉大学教養学部卒業[要出典]
- 1975年4月　日本電気株式会社（NEC）入社
- 2000年4月　同社販売店支援本部長
- 2003年4月　同社パートナービジネス営業事業本部ビジネスPC事業部長
- 2005年10月　同社パートナービジネス営業事業本部長
- 2007年4月　NECリース（現・NECキャピタルソリューション）執行役員常務
- 2007年6月　同社取締役執行役員常務
- 2008年6月　同社代表取締役執行役員専務
- 2010年4月　同社代表取締役社長[2]
- 2012年6月26日　同社代表取締役社長を退任[3]